# 俺の血は他人の血
『俺の血は他人の血』（おれのちはたにんのち）は、1974年に製作・公開された日本映画。 主演は火野正平、火野の映画初主演作品でもある。筒井康隆の小説『おれの血は他人の血』を舛田利雄が映画化したもので、SFアクション映画。しかし、作品として評判も芳しくなく、興行的にも失敗に終わった。

## ストーリー
幼少期にヤクザの男の血を輸血した絹川良介は、ある日突然超人となる。

## キャスト
- 火野正平 : 絹川良介
- フランキー堺 : 沢村六助
- 奈美悦子：房子
- 橋本功 : 左文字
- 那智わたる : 蘭子
- 小松方正 : 警察署長
- 山谷初男 : 伊藤
- 渥美國泰 : 足田専務
- 穂積隆信 : 福田常務
- 青木義朗 : 大橋
- 中谷一郎 : 伊丹
- 安部徹 : 山鹿虎一郎

## 同時上映
- 『メス』